# Robert Walter Dickson Leslie
Robert Walter Dickson Leslie, britanski general, * 1883, † 1957.